# Owen King
Pour les articles homonymes, voir King.
Œuvres principales
- Sleeping Beauties

Owen King, né le 21 février 1977 à Bangor dans le Maine, est un écrivain américain, fils du célèbre écrivain Stephen King.

## Biographie
Dernier des trois enfants du couple d'écrivains américain Tabitha et Stephen King, Owen Philip King grandit à Bangor, dans le Maine. Il étudie à Vassar College puis à l'université Columbia, dont il sort diplômé d'un Master of Fine Arts et où il rencontre sa future femme, l'écrivaine Kelly Braffet, en 2001.
Son premier livre, un recueil de nouvelles intitulé We’re All in This Together est publié en 2005. Son premier roman, Double Feature, est publié en 2013 et traite sur le mode comique d'un réalisateur indépendant dont le projet favori devient un film culte pour de mauvaises raisons. Il coécrit son roman suivant, Sleeping Beauties (2017), avec son père. Dans ce roman, une étrange épidémie plonge les femmes dans un profond sommeil durant lequel elles sont enveloppées d'un cocon.

## Œuvre

### Romans
- Double Feature (2013)
- Sleeping Beauties, Albin Michel, 2018 ((en) Sleeping Beauties, 2017)Écrit avec Stephen King.

### Recueil de nouvelles
- We're All in This Together (2005)